# Omar Johnson
Omar Johnson (né le 25 novembre 1988) est un athlète jamaïcain, spécialiste du 400 mètres.

## Biographie
Il remporte la médaille d'argent du relais 4 × 400 m lors des championnats du monde 2013, à Moscou en Russie, en compagnie de Rusheen McDonald, Edino Steele et Javon Francis. La Jamaïque, qui établit le temps de 2 min 59 s 88 est devancée par l'équipe des États-Unis. 

## Palmarès
| Date | Compétition                                      | Lieu    | Résultat | Épreuve   |
| ---- | ------------------------------------------------ | ------- | -------- | --------- |
| 2013 | Championnats d'Amérique centrale et des Caraïbes | Morelia | 2e       | 400 m     |
| 2013 | Championnats du monde                            | Moscou  | 2e       | 4 × 400 m |
| 2014 | Relais mondiaux de l'IAAF                        | Nassau  | 8e       | 4 × 400 m |

## Records
| Épreuve | Performance | Lieu    | Date       |
| ------- | ----------- | ------- | ---------- |
| 400 m   | 45 s 42     | Lubbock | 3 mai 2014 |